# Меттман (район)
Меттман (нем. Mettmann) — муниципальный район с населением 489 760 жителей (31 декабря 2023 года) на западе земли Северный Рейн-Вестфалия и входит в административный округ Дюссельдорф. Географически район Меттман составляет самую большую часть земли Нидербергишес-Ланд, граничащей с Рейном на юго-западе. Благодаря своему центральному расположению между рейнскими городами Дюссельдорфом и Кёльном, а также Рурской областью и Бергишес Штедтедрайек, район Меттман является важным экономическим центром и популярной местной зоной отдыха. Являясь частью Рейнско-Рурского столичного региона, район является частью агломерации с населением более десяти миллионов человек. В историческом и социально-культурном плане он считается частью культурного региона Бергишес-Ланд.
Район Меттман является восьмым по величине в Германии по численности населения и седьмым по наименьшей площади. Плотность населения здесь самая высокая среди всех районов Германии. Район Меттман существует в его нынешнем виде с момента муниципальной реформы 1975 года и отделения города Монхайм от города Дюссельдорф 1 июля 1976 года. В то время район Дюссельдорф-Меттман, из которого были выделены несколько городов и общин (Ангермунд, Хуббельрат, Кеттвиг, Шёллер, Виттлар) и другие районы в близлежащие города, был расширен за счет включения частей расформированного района Рейн-Вуппер и переименован в район Меттман. Муниципалитет с самой большой численностью населения — город Ратинген с 88 708 жителями (31 декабря 2023 года), муниципалитет с самой маленькой численностью населения — город Вюльфрат с 20 687 жителями. Административный центр — районный город Меттман.

## География

### Положение
Район Меттман находится на северо-западной окраине Немецкого среднегорья в Нидербергишес-Ланд между конурбациями Рейнской области, Рурской области и Бергишским треугольником. На юго-западе район граничит с Рейном, а на западе расположена столица земли Дюссельдорф. К северу от района Меттман расположена Рурская область, а на северо-востоке район граничит с Вестфалией в районе реки Дайльбах недалеко от Фельберт-Лангенберга. На востоке район граничит с Бергишским треугольником, а на юге — с городом Леверкузен.
Формы ландшафта разнообразны. В то время как юго-западные части района, а также часть северо-запада относятся к Нижнерейнской низменности и, таким образом, к Северо-Германской низменности, рельеф повышается террасами к северо-востоку до холмов Нидербергишес-Ланд на востоке. Самая высокая точка района — 303 м над уровнем моря — гора Гроссер Феттенберг (Großer Fettenberg) в Фельберте. Самая низкая точка находится на берегу Рейна в Монхайме на высоте 32 м над уровнем моря. В результате разница высот составляет 271 метр.

### Соседние города и районы
Территориальными соседями Меттмана являются города окружного подчинения Дуйсбург, Мюльхайм-на-Руре, Эссен, Вупперталь, Золинген, Леверкузен, Кёльн, Дюссельдорф, а также районы Эннепе-Рур, Рейниш-Бергиш и Рейн-Нойс.
Площадь района подразделяется на 10 городских территорий.

## Города
1. Ратинген (91 111)
2. Фельберт (84 316)
3. Лангенфельд (59 115)
4. Хильден (55 514)
5. Эркрат (46 063)
6. Монхайм (42 953)
7. Меттман (39 386)
8. Хан (29 160)
9. Хайлигенхаус (26 703)
10. Вюльфрат (21 346)